# Doronicum pardalianches
El matalobos (Doronicum pardalianches) es una planta de la familia de las compuestas.

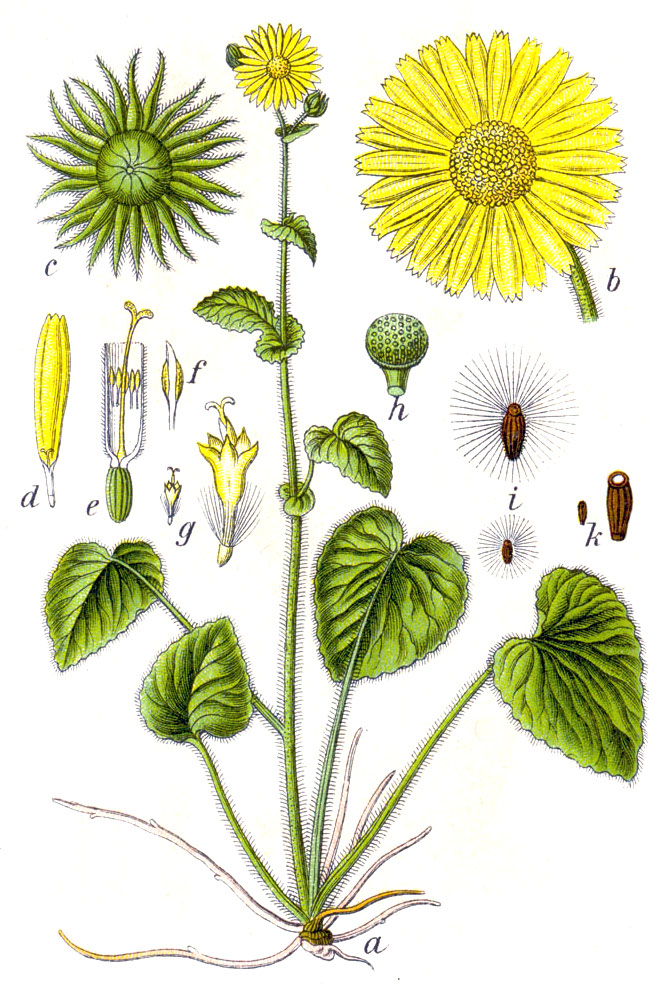
Ilustración

## Descripción
Hierba perenne, a menudo forma extensiones, con tallos de 30-90 cm. Hojas basales redondeadas a cordiformes, dentadas, pelosas, de largo pecíolo; hojas caulinares inferiores ovadas, cordiformes en la base, pecioladas; hojas caulinares centrales aflautadas, las más altas ampliamente lanceoladas y abrazadoras. Capítulos de 3-6 cm, normalmente varios en una inflorescencia terminal ramosa, con cabillos glandulares pelosos. Lígulas con lóbulo aproximadamente de 2,5 cm de largo. Florece en primavera y verano.

## Distribución y hábitat
En Francia, España, Italia, Bélgica, Alemania y Holanda. Introducida en Austria, Gran Bretaña y República Checa. Vive en bosques y lugares sombreados.

## Propiedades
De acuerdo con la medicina popular, la raíz de esta planta tiene propiedades cardiotónicas y tranquilizantes (en contra de un ataque de nervios).

## Taxonomía
Doronicum pardalianches fue descrita por Carlos Linneo   y publicado en Species Plantarum 2: 885. 1753.
Citología
Número de cromosomas de Doronicum pardalianches (Fam. Compositae) y táxones infraespecíficos: 2n=120.
Sinonimia
- Arnica scorpioides L.
- Doronicum cordatum Lam.
- Doronicum matthiolii Tausch[5]
- Doronicum cordifolium Stokes (1812)
- Doronicum emarginatum Le Grand ex Coste (1903)
- Doronicum latifolium Bubani (1899)
- Doronicum macrophyllum Bernh. non Fisch.
- Doronicum procurrens Dumort. (1829)
- Doronicum romanum Garsault
- Doronicum toxicarium Salisb. (1796)[6]